# Muleshoe (Teksas)
Muleshoe je grad u američkoj saveznoj državi Teksas. Prema popisu stanovništva iz 2010. u njemu je živjelo 5.158 stanovnika.